# Brie (region)
Brie är ett område i Frankrike, strax öster om Paris. Brie är en region av historisk betydelse och ingår idag inte i någon politisk indelning. Brie omfattar större delen av departementet Seine-et-Marne samt delar av flera angränsande departement och är bland annat känt för sina ostar. Av Marnes biflod Grand Morin delas Brie i en nordlig del, Brie champenoise eller Brie pouilleuse och en sydlig, Brie française.